# Campuskrant
Campuskrant was een maandblad in tabbloidformaat van de KU Leuven met nieuws over wetenschappelijk onderzoek, onderwijs, beleidskwesties en interviews met personeelsleden, studenten en (bekende) oud-studenten. De Dienst Communicatie gaf het tien maal per jaar uit in oplage van ongeveer 30.000 exemplaren (niet in juli en augustus). Alle oud-studenten die lid zijn van een alumnikring kregen de krant gratis toegestuurd. Personeelsleden konden een gratis abonnement op werkadres aanvragen en studenten konden een exemplaar vinden in een van de 60 verdeelbakken in de verschillende universiteitsgebouwen. Het decembernummer wordt verstuurd naar alle oud-studenten in een oplage van 130.000. Campuskrant is online te lezen. 

## Geschiedenis
In 1966 werd Academische Tijdingen opgericht om te berichten over de autonome universiteit. Sinds 1974 is er daarnaast ook het wekelijks studentenblad Veto. In 1990 werden de Academische Tijdingen onder impuls van toenmalig rector Roger Dillemans vervangen door de huidige Campuskrant. Volgens sommigen gebeurde dit om een tegenwicht te bieden voor de hem ongunstig gezinde studentenkrant Veto. Die bracht in 1994 en in 2008 een persiflage uit onder de titel CantusKramp, waarin de stijl van Campuskrant en het universitaire beleid op de korrel werd genomen.
Eind 2019 verscheen de laatste editie. De redactie plant meer in te zetten op digitale communicatie en sociale media, met een nieuw ruimer verspreid communicatiemedium in print op een lagere periodiciteit van slechts enkele edities per jaar vanaf september 2020.